# Audiencia de Valencia
La Real Audiencia de Valencia o Audiencia de Valencia fue una institución colegiada creada en 1506 por el rey Fernando II el Católico para todo el Reino de Valencia con funciones judiciales y políticas. Después del virrey de Valencia, que es su presidente nominal, constituirá la máxima autoridad de la Monarquía Hispánica en el reino durante los siglos XVI y XVII hasta su disolución por el Decreto de Nueva Planta de Felipe V de 1707.

## Historia
El nacimiento de la Audiencia en 1506 por obra de Fernando el Católico está estrechamente ligado a la figura del virrey, ya que tenía la doble función de asesorarle en el gobierno del reino y de actuar como instancia judicial suprema, cuyas sentencias sólo cabía apelarlas al Consejo Supremo de Aragón o al propio monarca. Sin embargo, no tenía jurisdicción sobre la Inquisición, que dependía directamente del Inquisidor General con jurisdicción en todos los reinos y Estados de la Monarquía Hispánica. Al igual que el virrey su sede estaba en la ciudad de Valencia.
La institucionalización definitiva de la Audiencia se produjo en 1543 durante el reinado de Carlos I y en 1572 Felipe II reforzó su autonomía respecto del virrey al establecer que éste no intervendría cuando actuaba como tribunal superior de justicia. Unos años antes, en 1563-1564, se dividió en dos salas independientes, una para las causas civiles y otra para las criminales. Finalmente en 1585 la sala de lo civil se desdobló a su vez en dos.
En los siglos XVI y XVII las competencias políticas y jurídicas de la Real Audiencia fueron aumentando por lo que los oidores o jueces de la misma pasaron a ser, después del virrey, la máxima autoridad real. Los oidores debían ser juristas naturales del reino, y pertenecían a un patriciado urbano de caballeros y ciudadanos, que aunque no tuviera antecedentes familiares señoriales, por su cultura elitista o aristocrática se hallaban más cercanos a la corte virreinal que al pueblo. De este modo, el gobierno del reino se fue centralizando en torno al Palacio del Real de Valencia, en donde el vierrey y los oidores garantizaban la autoridad regia por sus relaciones personales con las élites, aunque también fueron frecuentes los conflictos de los oidores con los estamentos y las Cortes del Reino de Valencia que los acusaban de violar los Fueros de Valencia, sobre todo cuando detenían a miembros de la nobleza sospechosos de haber cometido un delito.